# Gerald Schwarz
Gerald Walter Schwarz (Portland, Oregon, 15 de fevereiro de 1946) é um matemático estadunidense, professor emérito da Universidade Brandeis. Schwarz é especialista em teoria dos invariantes, ações algébricas de grupo e operadores diferenciais invariantes.

## Infância e formação
De ascendência alemã, o pai de Schwarz, Ernst, foi um dos 30.000 judeus apreendidos durante a Noite dos Cristais. Foi preso no campo de concentração de Buchenwald até que sua mulher, Elaine, conseguiu um visto para viajar para o exterior. Após sua libertação do campo, o casal fugiu para a Inglaterra, onde nasceu o irmão mais velho de Gerald, Maurice. Em novembro de 1939 Ernst, Elaine e Maurice chegaram aos Estados Unidos, eventualmente se estabelecendo em Portland, Oregon. Gerald nasceu sete anos depois. Ele passou a infância em Portland, depois mudou-se para Cambridge, Massachusetts, para frequentar a escola.
Schwarz obteve os graus de B.S. e M.S. no Instituto de Tecnologia de Massachusetts (MIT) em 1969 e um Ph.D. em matemática no MIT em 1972, orientado por Isadore Singer.

## Carreira
Schwarz começou sua carreira na Universidade da Pensilvânia (1972–74) como pesquisador de pós-doutorado, seguindo então para a Universidade Brandeis (1974). Passou o próximo ano acadêmico no Instituto de Estudos Avançados de Princeton (1975–76). Em 1978 obteve uma posição tenure na Universidade Brandeis, sendo quatro anos depois promovido a professor pleno.
Foi palestrante convidado do Congresso Internacional de Matemáticos em Zurique (1994)

## Publicações selecionadas
- Smooth functions invariant under the action of a compact Lie group, Topology 14 (1975), 63-68.
- Representations of simple Lie groups with regular rings of invariants, Inventiones mathematicae 49 (1978), 167-191.
- Lifting smooth homotopies of orbit spaces, Publications Mathématiques de l'Institut des Hautes Études Scientifiques 51 (1980), 37-132.
- (com C. Procesi) Inequalities defining orbit spaces, Inventiones mathematicae 81 (1985), 539-554.
- Invariant theory of G2  and Spin7, Commentarii Mathematici Helvetici (1988), 624-663.
- (com H. Kraft) Reductive groups actions with one-dimensional quotient, Publications Mathématiques de l'Institut des Hautes Études Scientifiques. 76 (1993), 1-97.
- Lifting differential operators from orbit spaces, Annales scientifiques de l'École Normale Supérieure. Sup. 28 (1995), 253-305
- (com P. Heinzner) Cartan decomposition of the moment map, Mathematische Annalen 337 (2007), 197-232.
- (com L. Helminck) Real double coset spaces and their invariants, Journal of Algebra. 322 (2009), 219-236
- (com F. Kutzschebauch e F. Larusson) Sufficient Conditions for Holomorphic Linearisation, Arxiv.org (2015).